# Fumaça colorida

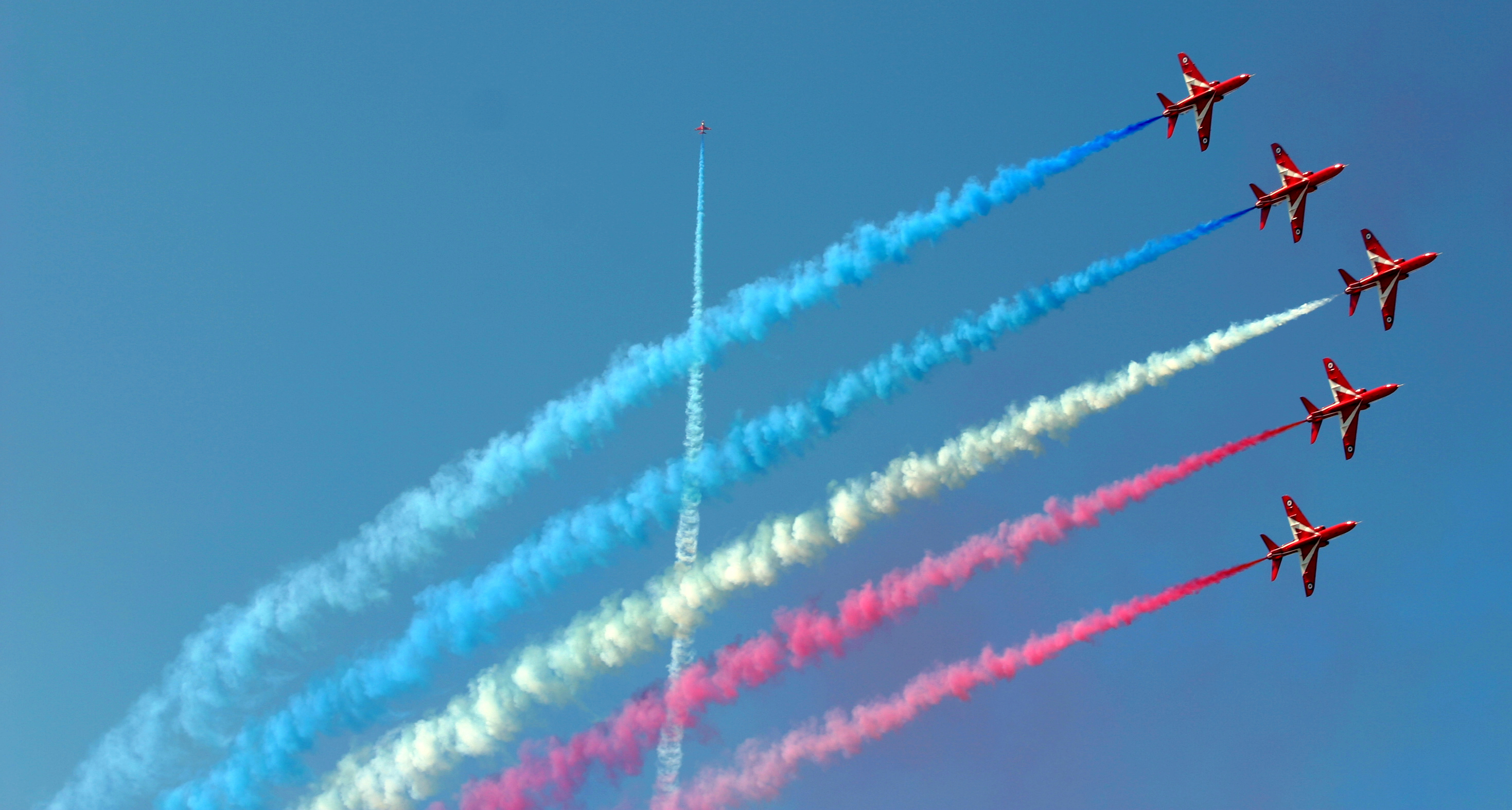
Time de apresentação aérea Red Arrows, com uso de fumaças coloridas.

Fumaça colorida é um tipo de fumaça produzida por um aerossol de pequenas partículas de um pigmento ou corante adequado.
Fumaça colorida pode ser usado para sinais de fumaça, muitas vezes num contexto militar. Pode ser produzido por granadas de fumaça, ou por vários outros dispositivos pirotécnicos. A mistura utilizada para a produção de fumaça colorida é geralmente uma fórmula de queima fria baseada em clorato de potássio como oxidante, lactose ou dextrina como combustível, e um ou mais corantes, com cerca de 40-50% de conteúdo do corante. Cerca de 2% de bicarbonato de sódio pode ser adicionado como um resfriante, para baixar a temperatura de queima, evitando sempre a decomposição da substância corante.
Fumaça colorida liberada de aeronaves era originalmente baseada em uma mistura de 10-15% de corante, 60-65% de tricloroetileno ou tetracloroetileno e 25% de óleo diesel, injetado nos gases de exaustão dos motores das aeronaves.